# Wilmot Hyde Bradley
Wilmot Hyde Bradley também conhecido como Bill Bradley (New Haven, 4 de abril de 1899 — Bangor, 12 de abril de 1979) foi um geólogo estadunidense. Foi um co-fundador e geólogo-chefe do Serviço Geológico dos Estados Unidos de 1944 a 1959 e presidente da Sociedade Geológica dos Estados Unidos em 1965.

## Biografia
Bradley era filho de Anna Miner Hyde e John Lucius Bradley. Ele estudou na Escola Científica de Sheffield e formou-se na Universidade Yale em 1920 com Ph.D em geologia, depois de mudar de engenharia e química.
Depois de dois anos como assessor geológico de Julian D. Sears do United States Geological Survey (USGS), ele foi levado pelo USGS para trabalhar em tempo integral na Formação Green River do Eoceno por causa do seu potencial de xisto betuminoso.
Ao término da sua carreira de 48 anos no Serviço Geológico em 1970, Wilmot e a sua esposa mudaram-se para a baía de Pigeon Hill, Steuben, Maine, onde ele continuou a escrever os seus resultados de anos de pesquisa sobre as Formações do rio Green e do Lago Mud.
Bradley atuou como presidente da The Geological Society of America (GSA) em 1965 e recebeu a Medalha Penrose da GSA em 1972.
Bill Bradley morreu a 12 de abril de 1979 e foi enterrado em um pequeno cemitério local situado na sua propriedade em Pigeon Hill Road, Steuben, Maine. Ele gravou com antecedência na sua lápide a frase: "The Earth has music for those who listen" (A Terra tem música para aqueles que ouvem).

## Legado
- O mineral "fosfato de magnésio trissódico carbonato", encontrado perto do rio Green, foi nomeado bradleyite em sua homenagem.[6]